# Rick Jones
Richard « Rick » Jones est un personnage de fiction évoluant dans l'univers Marvel de la maison d’édition Marvel Comics. Créé par le scénariste Stan Lee et le dessinateur Jack Kirby, il apparaît pour la première fois dans le comic book The Incredible Hulk #1 en mai 1962.
Le personnage a été dépeint comme un faire-valoir (sidekick) et ami successif des héros Hulk, Captain America, Mar-Vell / Captain Marvel, Rom le Chevalier de l'espace et Genis-Vell / Captain Marvel.

## Historique de la publication
Le personnage de Rick Jones est probablement l’un de ceux ayant eu un rôle récurrent ou régulier dans le plus grand nombre de séries Marvel.
Il apparaît notamment dans The Avengers, brièvement dans Captain America, dans trois séries Captain Marvel, dans les deux premières séries The Incredible Hulk (et dans l’intervalle, dans Tales to Astonish) et Rom, sans compter des séries limitées comme Avengers Forever (en).

## Biographie du personnage

### Origines
Richard « Rick » Jones est un jeune orphelin. À l’adolescence, après avoir fait un pari avec ses amis de rester sur une base qui conduisait des essais nucléaires, il est sauvé par le docteur Bruce Banner qui le protège d'une explosion de la bombe qu'il avait conçue ; jetant Jones dans une tranchée de protection, Banner absorbe à sa place le rayonnement gamma de la bombe qu'il avait déclenchée.
Ramené dans un bunker militaire pour observation, Jones est le premier témoin de la transformation de Banner en monstre gris (Hulk, qui était gris à l'origine) et surpuissant. Rempli de remords, il décide alors de le suivre et de lui apporter son aide quand il en a besoin, mais l'abandonne très vite.

### Avec les Vengeurs
Après le départ de Hulk des Vengeurs, Rick Jones devient proche de cette équipe (dont il devient membre honoraire) et se montre prêt à tout pour aider n'importe quel super-héros. Sous le nom et l'apparence de Bucky (le confident et premier coéquipier de Captain America, qui à l'époque était présumé mort), il bénéficie d'un entrainement de la part de Captain America qui lui est très utile par la suite.

### Avec Mar-Vell (1970-1982)
Peu après, Rick Jones est contacté par télépathie par l'extraterrestre Mar-Vell et devient lié (enchaîné) moléculairement au premier Captain Marvel. Jones joue ensuite un rôle de premier plan dans la guerre interstellaire entre les Kree et des Skrull.

### Retour avec Hulk (1982-1990)
Après la mort de Mar-vell d'un cancer, Rick Jones refait équipe avec Hulk. Il réapparaît régulièrement dans les aventures du Titan vert, devenant un des personnages fétiches du scénariste Peter David.
Se reprochant l'accident qui irradia Bruce Banner, il décide de s'exposer aux rayons gamma dans le but de devenir un second Hulk qui pourrait arrêter le Titan vert, devenu incontrôlable. Cependant, il ne parvient qu'à contracter un cancer du sang. Alors qu'il bénéficie d'une transfusion sanguine, son hôpital est attaqué par des monstres.
Il est sauvé par le Chevalier de l'espace Rom et, ensuite, les deux font équipe alors que la maladie de Jones s'aggrave. Après avoir vaincu la menace des Spectres noirs sur Terre, Rom fait ses adieux à Rick et à sa planète. Peu après, Jones et sa femme font appel à l'entité appelée le Beyonder qui parvient à le soigner de son cancer.

### Avec Genis-Vell (1995-2004)
Dans les années 1990-2000 à l'issue de la maxi-série Avengers Forever (en), Rick Jones est à nouveau lié avec un Captain Marvel qui se nomme Genis-Vell, le fils de Mar-Vell. Ils échangent leurs places, l’un dans l’univers normal, l’autre dans l’univers subatomique, lorsque Genis-Vell frappe ses néga-bracelets (« Nega-Bands » en VO) l'un contre l'autre. Un temps irrité par cette cohabitation forcée, Jones joue finalement le rôle de guide pour Genis-Vell dans sa vie de super-héros.
À cette occasion , Jones retrouve sa femme Marlo et se trouve face à des versions alternatives de lui-même, dont un individu baptisé Thanatos, qu'il dut combattre.

### Période récente
Après de nombreux problèmes, Rick Jones mène désormais avec Marlo une vie séparée de Genis-Vell.
Durant la mini-série World War Hulk (2007), il se rapproche de Hulk. En affrontant le nouveau Hulk Rouge, Rick Jones se transforme en une créature semblable à l'Abomination, surnommée A-bomb. Après sa victoire sur le Hulk Rouge, A-bomb redevient Rick Jones.

## Pouvoirs et capacités
Rick Jones est un homme d'allure sportive qui n'a, à l’origine, aucun super-pouvoir. Il a cependant été entraîné à la gymnastique et aux sports de combat (judo et karaté principalement) par Captain America, ce qui fait de lui un pratiquant d'arts martiaux et un acrobate hautement qualifié.
Par ailleurs, c'est également un chanteur autodidacte de folk et de rock 'n' roll ainsi qu'un guitariste et joueur d'harmonica talentueux (depuis son enfance pour ce dernier instrument). Récemment, il a développé ses connaissances en informatique, devenant un redoutable hacker professionnel.
Par la suite, Rick Jones a bénéficié à plusieurs reprises, et de manière temporaire, de pouvoirs surhumains. Il est notamment capable, en général sous l’influence d’une autre entité, de manifester le pouvoir appelé « Force Destinée », une puissance phénoménale qui est apparemment un don dont l’humanité (dans son ensemble) doit hériter dans un avenir indéterminé. La nature exacte de ce pouvoir demeure inconnue, mais sa puissance semble quasiment infinie par rapport à l'éventail de ses possibilités : 
- il a notamment utilisé ce pouvoir pour, lors de son tout premier usage, matérialiser des êtres issus de ses souvenirs et des êtres artificiels. Par la suite, lorsqu'il a utilisé la Force Destinée durant la Guerre du Destin, il a matérialisé sept Vengeurs avant de convoquer une véritable armée pour faire face à celle réunie par les Gardiens du Temps. Il semble n’y ait aucune limite temporelle ou spatiale (voire dimensionnelle) à cette capacité d'invoquer des individus.
- il a aussi utilisé la Force Destinée pour immobiliser des armées entières (comme les Kree et les Skrull durant leur conflit et, quelques années plus tard, une armée d’invasion du peuple Atlante), se soigner ou pour accroître ses facultés physiques.
- jusqu'à maintenant, il ne semble pas exister de limites précises à la puissance de la Force Destinée, celle-ci n’ayant pas encore été mesurée. Cependant, Rick Jones n’a jamais montré qu'il était capable de l’utiliser ou de la contrôler volontairement[1].

Lors de ses fusions au niveau moléculaire avec Mar-Vell puis Genis-Vell, Jones partage un lien télépathique avec ces deux héros. Il a notamment été capable d’utiliser ce lien mental pour infliger des douleurs à Genis-Vell et a même été capable de prendre temporairement le contrôle physique de son coéquipier. Lors de chacune de ses fusions, il portait une paire de néga-bracelets d’origine Kree. En les frappant l’un contre l’autre, il était capable de provoquer un échange entre lui et son coéquipier entre les dimensions. Pendant une courte période, il fut aussi capable avec Mar-Vell d'utiliser ses bracelets pour combattre, en projetant de l’énergie photonique, mais ceci ne dura que pendant un bref moment.
À trois occasions, Rick Jones a subi des transformations physiques surhumaines, identiques à celle qui a transformé Bruce Banner en Hulk :
- les deux premières transformations n’ont duré qu’un court moment, Jones adoptant l’apparence physique d’un individu semblable à Hulk et possédant, comme lui, une force physique colossale lui permettant d’effectuer des bonds dans les airs et une résistance surhumaine à la douleur. Là encore, la limite de cette capacité est inconnue. Ces deux mutations ont finalement cessé lorsque les radiations ayant causé ces transformations ont été absorbées par des éléments extérieurs[1].
- plus tard, il subit une troisième transformation, adoptant cette fois-ci une apparence monstrueuse plus proche de celle de l’Abomination, nommée A-Bomb. Sous cette apparence, il devint un individu recouvert d’une sorte de cuirasse de couleur bleue et possédant les mêmes caractéristiques physiques qu'antérieurement, si ce n'est que sa force physique semblait inférieure à celles de Hulk ou du Hulk Rouge. Cependant, sous cette apparence sa résistance physique semblait considérablement augmentée, puisque même Hulk Rouge fut incapable de lui causer la moindre blessure, même superficielle. Par ailleurs, sous cette forme son intelligence était réduite, devenant celle d’un enfant. Après avoir perdu la capacité à devenir A-Bomb, il devint pendant quelque temps capable d’assimiler très rapidement toute nouvelle information[1].

## Publications du personnage
- The incredible Hulk #1-6,
- Avengers (vol. 1) (1963) #1-17
- Tales to Astonish #68-92
- Hulk #103-106
- Captain America #110-118
- Captain Marvel (vol. 1) (1970-1979) #17-55, 60-62
- Avengers (vol. 1) (1971-1972) #89-100, 106, 108
- Hulk #245-285, 319-346, 373-419, 441-470
- ROM, Spaceknight #54-72
- Avengers Forever (1998-1999) #1-12
- Captain Marvel (vol. 3) (1999-2002) et (vol. 4) (2002-2004)
- Ultimate Spider-Man (2009)
- World War Hulk #3